# Dublini repülőtér
A Dublini repülőtér (IATA: DUB, ICAO: EIDW) (angolul: Dublin Airport, írül: Aerfort Bhaile Átha Cliath) Írország legforgalmasabb nemzetközi repülőtere. Dublintól 10 km-re északra helyezkedik el.

## Utasterminálok
Az 1-es terminált 1972-ben nyitották meg, évente 5 millió utast képes kiszolgálni. Általában a rövidebb távú, vagy a diszkont légitársaságok használják.
A 2-es terminált 2010-ben adták át, évi 15 millió utast is képes fogadni. A nagyobb légitársaságok általában ezt a terminált használják.

## Légitársaságok
| Légitársaság                                    | Célállomások | Terminál |
| ----------------------------------------------- | --- | -------- |
| Aegean Airlines                                 | Szezonális: Athén (2016 júniusától) | 1        |
| Aer Lingus                                      | Agadir, Alicante, Amszterdam, Barcelona, Bécs, Berlin-Tegel, Birmingham, Bordeaux, Boston, Brüsszel, Budapest, Chicago-O’Hare, Düsseldorf, Faro, Frankfurt, Genf, Gran Canaria, Hamburg, Lanzarote, Lisszabon, London-Gatwick, London-Heathrow, Los Angeles (2016 májusától), Lyon, Madrid, Málaga, Manchester, Milánó-Linate, Milánó-Malpensa, München, New York-JFK, Newark (2016 szeptemberétől), Nizza, Orlando, Párizs-Charles de Gaulle, Prága, Róma-Fiumicino, San Francisco, Tenerife-Dél, Toulouse, Velence, Verona, Varsó-Chopin, Zürich Szezonális: Athén, Bilbao, Bologna, Burgas, Catania, Korfu, Dubrovnik, Fuerteventura, İzmir, Marseille, Montpellier (2016 májusától), Murcia , Nantes, Nápoly, Palma de Mallorca, Perpignan, Pisa (2016 májusától), Póla, Santiago de Compostela, Stuttgart, Washington-Dulles Szezonális charter: Reykjavík-Keflavík, Salzburg | 2        |
| Aer Lingus üzemelteti az ASL Airlines Ireland   | Hartford (2016 szeptemberétől), Toronto-Pearson Szezonális: Boston, New York-JFK, Washington-Dulles | 2        |
| Aer Lingus üzemelteti a BA CityFlyer            | Szezonális: Bilbao (2016 júniusától), Lyon (2016 májusától), Nizza (2016 májusától), Perpignan (2016 májusától), Santiago de Compostela (2016 májusától) | 2        |
| Aer Lingus Regional üzemelteti a Stobart Air    | Aberdeen, Birmingham, Bristol, Cardiff, Doncaster/Sheffield, Donegal, East Midlands, Edinburgh, Glasgow, Isle of Man, Kerry, Leeds/Bradford, Liverpool (2016 májusától), Manchester, Newcastle upon Tyne, Newquay Szezonális: Jersey, Rennes | 2        |
| Air Canada Rouge                                | Toronto-Pearson Szezonális: Vancouver (2016 júniusától) | 1        |
| Air Europa                                      | Szezonális charter: Palma de Mallorca | 1        |
| Air France üzemelteti a CityJet                 | Párizs-Charles de Gaulle | 1        |
| Air Moldova                                     | Chișinău | 1        |
| Air Transat                                     | Szezonális: Montréal-Trudeau, Toronto-Pearson | 1        |
| American Airlines                               | Philadelphia Szezonális: Charlotte, Chicago-O’Hare, New York-JFK | 2        |
| Arkia                                           | Szezonális: Tel Aviv-Ben Gurion | 1        |
| ASL Airlines France                             | Szezonális: Halifax, Párizs-Charles de Gaulle | 1        |
| ASL Airlines Ireland                            | Charter: Salzburg Szezonális charter: Burgas, Chambéry, Dalaman, Dubrovnik, Faro, Fuerteventura (2016 júniusától), Funchal, Lanzarote, Menorca (2016 májusától), Nápoly, Palma de Mallorca, Reus, Split, Torino, Verona, Zakynthos | 1        |
| Blue Air                                        | Bacău, Bukarest-Otopeni, Kolozsvár (2016 júniusától) | 1        |
| British Airways                                 | London-Heathrow | 1        |
| British Airways üzemelteti a BA CityFlyer       | London-City | 1        |
| Bulgaria Air                                    | Szezonális charter: Burgas (2016 júniusától) | 1        |
| CityJet                                         | London-City | 1        |
| Corendon Airlines                               | Szezonális charter: Bodrum (2016 májusától) | 1        |
| Croatia Airlines                                | Szezonális charter: Dubrovnik | 1        |
| Delta Air Lines                                 | New York-JFK Szezonális: Atlanta | 2        |
| Emirates                                        | Dubaj | 2        |
| Ethiopian AirlinesSablon:Ref                    | Addisz-Abeba, Los Angeles | 1        |
| Etihad Airways                                  | Abu-Dzabi | 2        |
| Eurowings                                       | Szezonális: Düsseldorf | 1        |
| Finnair üzemelteti a Nordic Regional Airlines   | Helsinki | 1        |
| Flybe                                           | Cardiff, Exeter, Southampton | 1        |
| Flybe üzemelteti a Loganair                     | Inverness | 1        |
| Germanwings                                     | Köln–Bonn Szezonális: Düsseldorf | 1        |
| Iberia Express                                  | Madrid | 1        |
| Icelandair                                      | Szezonális charter: Reykjavík-Keflavík | 1        |
| Lufthansa                                       | Frankfurt, München | 1        |
| Luxair                                          | Luxembourg Szezonális charter: Faro | 1        |
| Mistral Air üzemelteti a Go2Sky                 | Szezonális charter: Verona | 1        |
| Norwegian                                       | Koppenhága, Oslo-Gardermoen Szezonális: Helsinki | 1        |
| Ryanair                                         | Alicante, Amszterdam, Athén, Barcelona, Basel/Mulhouse, Beauvais, Bergamo, Berlin-Schönefeld, Birmingham, Bologna, Pozsony, Brémai, Bristol, Brüsszel, Bukarest-Otopeni, Budapest, Bydgoszcz, Carcassonne, Brüsszel-Charleroi, Köln–Bonn, Koppenhága, East Midlands, Edinburgh, Eindhoven, Faro, Fuerteventura, Gdańsk, Glasgow, Gran Canaria, Hahn, Hamburg (2016 októberétől), Katowice, Kaunas, Krakkó, Lanzarote, Leeds/Bradford, Lisszabon, Liverpool, Łódź, London-Gatwick, London-Luton, London-Stansted, Lublin, Madrid, Málaga, Málta, Manchester, Marrakesh, Memmingen, Moss, Murcia, Nantes, Newcastle upon Tyne, Nizza, Porto, Poznań, Prága, Riga, Róma-Ciampino, Rzeszów, Seville, Szófia (2016 novemberétől), Szczecin, Tenerife-Dél, Treviso, Vilnius, Varsó-Modlin, Wrocław Szezonális: Almería, Bari, Biarritz, Chania, Comiso, Girona, Grenoble, Ibiza, La Rochelle, Palermo, Palma de Mallorca, Pisa, Reus, Rodez, Salzburg, Santander, Tallinn, Tours, Torino, Valencia, Vigo , Zadar | 1        |
| S7 Airlines                                     | Szezonális: Moszkva-Domogyedovo | 1        |
| Scandinavian Airlines                           | Koppenhága, Oslo-Gardermoen, Stockholm-Arlanda | 1        |
| SmartWings üzemelteti a Travel Service Airlines | Szezonális charter: Lanzarote | 1        |
| Swiss International Air Lines                   | Genf, Zürich | 1        |
| Thomson Airways                                 | Charter: Gran Canaria, Lanzarote Szezonális charter: Burgas, Cancún (2016 júniusától), Korfu, Faro, Heraklion, Ibiza, Innsbruck, Kos, Montego Bay (2016 júniusától), Palma de Mallorca, Rodosz, Tenerife-Dél, Toulouse, Torino, Zakynthos | 1        |
| Transavia France                                | Párizs–Orly | 1        |
| Turkish Airlines                                | Isztambul-Atatürk | 1        |
| United Airlines                                 | Newark, Washington-Dulles Szezonális: Chicago-O’Hare | 2        |
| Vueling                                         | Barcelona | 1        |
| WestJet                                         | Szezonális: St. John’s, Toronto-Pearson | 1        |
| WOW air                                         | Reykjavík-Keflavík | 1        |

## Forgalom
Az utasforgalom az elmúlt években az alábbi módon változott:

### Fordítás
- Ez a szócikk részben vagy egészben  a   Dublin Airport című angol Wikipédia-szócikk fordításán alapul.  Az eredeti cikk szerkesztőit annak laptörténete sorolja fel. Ez a jelzés csupán a megfogalmazás eredetét és a szerzői jogokat jelzi, nem szolgál a cikkben szereplő információk forrásmegjelöléseként.